# Sheezus (노래)
"Sheezus"는 영국인 싱어송라이터 릴리 알렌의 곡으로, 동명인 앨범의 프로모션 싱글로 발매되었다. 2014년 4월 28일 발매될 예정이였으나 그 전 유출되어 4월 23일 발매뮤직비디오와 함께 발매되었다.

## 비평
이 곡은 평론가들로부터 다양한 반응을 받았다. 빌보드의 Jason Lipshutz는 곡을 "안티 팝", "빈정대는 팝의 주제가(anthem)"이라고 부르며 찬사를 보냈다. 타임지또한 이 곡과 그녀에게 찬사를 보냈다. 반면에, 더 데일리 텔레그래프의 Radhika Sanghan는 "궁극적으로, 그녀가 전하고자 하는 메시지는 혼란스럽다"는 평가를 했다.

## 발매
| 국가 | 날짜            | 포맷            | 레이블 |  |
| ---- | --------------- | --------------- | ------ |  |
| 영국 | 2014년 4월 23일 | 디지털 다운로드 | 팔로폰 |  |